# Maria Grazia Pagano
Maria Grazia Pagano, detta Graziella (Napoli, 5 novembre 1945 – Roma, 17 settembre 2022), è stata una politica italiana, Consigliere Comunale di Napoli dal 1987 al 1992 senatrice della Repubblica dal 1992 al 2006 ed europarlamentare dal 2008 al 2009 Assessore al Comune di Napoli dal 2010 al 2011.

## Biografia
Laureata in Filosofia all'Università degli Studi di Napoli Federico II, è stata prima assistente della cattedra di filosofia morale e poi insegnante di storia e filosofia alle scuole superiori fino al 1987, quando viene eletta consigliere comunale di Napoli. Successivamente si candida alle elezioni politiche del 1992 al Senato della Repubblica, venendo eletta tra le liste del Partito Democratico della Sinistra nella circoscrizione Campania.
Esponente del Partito Comunista Italiano (PCI), è stata segretaria di sezione dal 1978 al 1980, Responsabile provinciale per il territorio e l'ambiente dal 1980 al 1983 e Responsabile provinciale per la cultura, scuola e l'università dal 1983 al 1987.
In seguito allo scioglimento del PCI con la svolta della Bolognina di Achille Occhetto nel 1991, aderisce alla nascita del post-comunista Partito Democratico della Sinistra (PDS), ricoprendo dal 1996 l'incarico di Responsabile nazionale per la scuola del PDS.
Alle politiche del 1994 viene ricandidata al Senato della Repubblica nel collegio elettorale di Napoli-Arenella, sostenuta dalla coalizione di centro-sinistra Alleanza dei Progressisti in quota PDS, venendo rieletta senatrice con il 44,04% dei voti contro i candidati del Polo del Buon Governo, in quota AN, Michele Florino (37,93%) e del Patto per l'Italia Vittorio Montelione (14,8%).
Nel 1998 aderisce alla svolta di Massimo D'Alema dal PDS ai Democratici di Sinistra (DS), unificando il PDS con altre forze della sinistra italiana, con cui divenne membro della Segreteria Nazionale dei DS, come Responsabile scuola, sotto Walter Veltroni.
Viene rieletta per la quarta volta senatrice alle elezioni del 2001, sempre nel collegio di Napoli-Arenella.

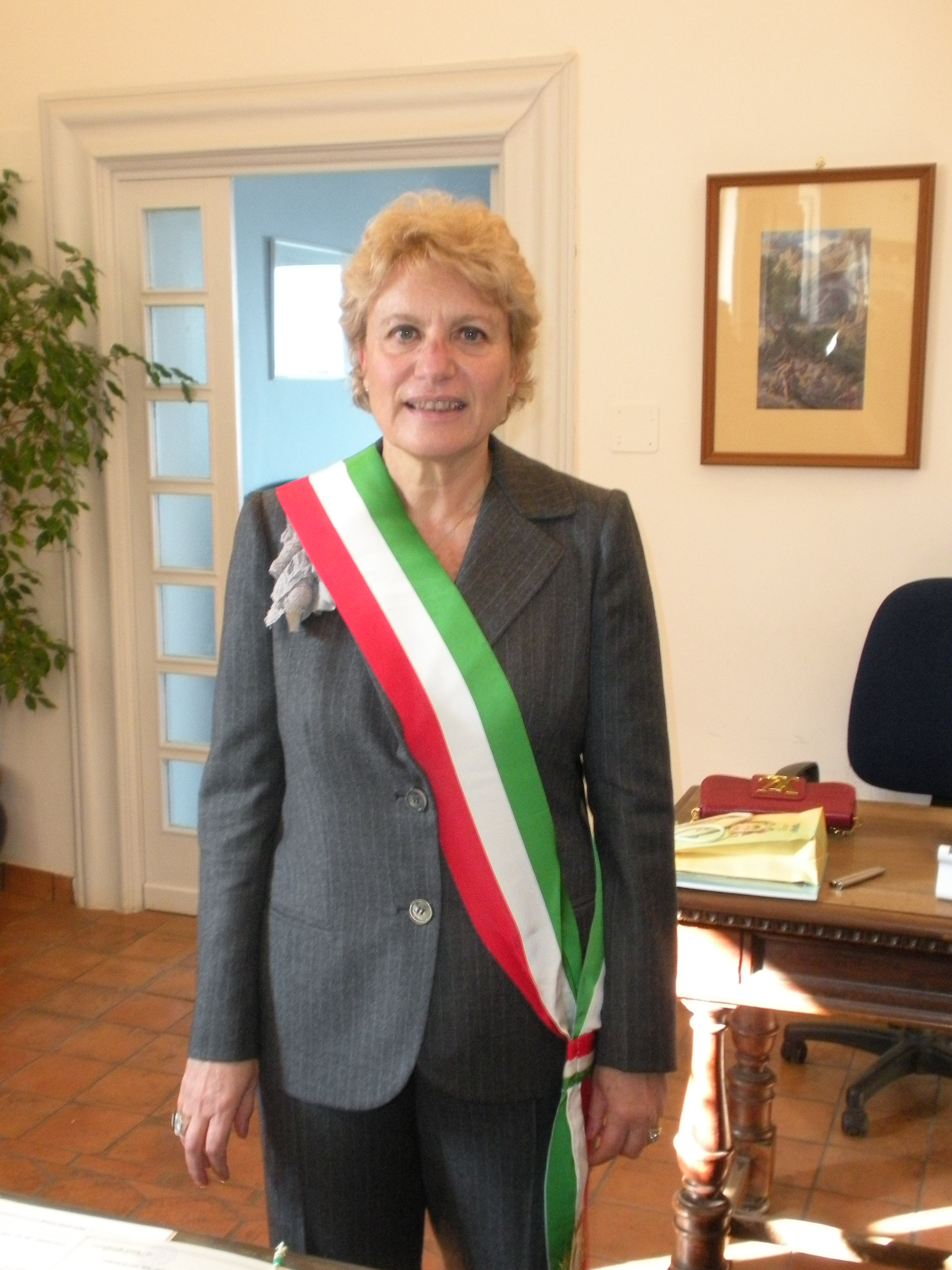
Graziella Pagano nel 2011

Tra il 2006 e il 2008 è stata consigliera del Ministro per i diritti e le pari opportunità Barbara Pollastrini durante il secondo governo presieduto da Romano Prodi.
Rieletta senatrice per il Partito Democratico della Sinistra al Senato per le successive due legislature, nelle elezioni del 1996 e del 2001, candidata nel collegio uninominale di Napoli-Arenella per la coalizione di centro-sinistra L'Ulivo, rimane nel Parlamento italiano fino al 2006.
Nel 2007 aderisce al Partito Democratico (PD), dove ha fatto parte dell'assemblea nazionale costituente ed è stata due volte presidente regionale in Campania.
Il 17 giugno 2008 diventa europarlamentare, subentrando ad Alfonso Andria nel frattempo eletto al Senato della Repubblica alle elezioni politiche del 2008, successivamente s'iscrive nel gruppo del Partito del Socialismo Europeo.
Nel 2019 lascia il PD e aderisce a Italia Viva, partito fondato da Matteo Renzi di stampo liberale e centrista, diventandone successivamente coordinatrice cittadina a Napoli assieme ad Apostolos Paipais.
Alle elezioni politiche suppletive del 2020 per il collegio di Napoli-Arenella, il suo nome è stato tra i papabili candidati in quota Italia Viva, ma il partito decide di unirsi alla coalizione civica di centro-sinistra "Napoli con Ruotolo" (dove c'è anche il PD, Art. 1 e SI) che appoggerà come candidato Sandro Ruotolo, il giornalista e politicamente un indipendente di sinistra, amico personale di Pagano.
Dopo una lunga malattia tumorale, muore il 17 settembre 2022, all'età di 76 anni, a pochi giorni dalle elezioni politiche del 2022, dov'era candidata alla Camera dei deputati per la lista elettorale Azione - Italia Viva nel collegio plurinominale Campania 1 - 01 in seconda posizione dietro a Ettore Rosato.